# چکاوک عربی
چکاوک عربی (نام علمی: Eremalauda eremodites) یک پرنده کوچک گنجشک‌سان از تیرهٔ چکاوکان (Alaudidae) است. پرنده‌ای بیابانی است که از سوریه تا اردن و از طریق عربستان تا عمان یافت می‌شود.
چکاوک عربی در گذشته با چکاوک صحرا همنوع در نظر گرفته می‌شد، اما توسط کتاب راهنمای پرندگان جهان زنده و توسط انجمن جهانی پرندگان و سپس توسط کنگره بین‌المللی پرنده‌شناسی به عنوان گونه‌ای متمایز طبقه‌بندی شد.